# Eucelatoria auriceps
Eucelatoria auriceps är en tvåvingeart som först beskrevs av Aldrich 1926.  Eucelatoria auriceps ingår i släktet Eucelatoria och familjen parasitflugor. Inga underarter finns listade i Catalogue of Life.